# Tipule potagère
Tipula oleracea
Espèce
La tipule potagère (Tipula oleracea)  ou tipule du chou est une espèce d'insectes diptères de la famille des tipulidés que l'on retrouve dans toute l'écozone paléarctique et néarctique.

## Description
Le bord antérieur de l'aile est brun, ainsi que le ptérostigma. Le reste est dépourvu d'ornementation. Les ailes de la femelle sont aussi longues que l'abdomen. Les antennes sont formées de treize articles, dont les trois premiers sont rougeâtres. Les adultes sont visibles d'avril à octobre.

## Synonymes
- Tipula pratensis De Geer, 1776
- Tipula submendosa Tjeder, 1941